# Гимназија Параћин
Гимназија Параћин, основана 1878. године, једна је од најстаријих образовних установа у овом делу Србије. Она је једна од четворогодишњих средњих школа на територији општине Параћин и функционише у оквиру образовног система Републике Србије.
Наставу у Гимназији похађа око 450 ученика, распоређених у шеснаест одељења. Настава се изводи у двоспратној згради са опремљеним кабинетима, лабораторијама, учионицама, фискултурној сали. Сви рачунари у школи повезани су на интернет, а за наставу се користи и мултимедијална опрема коју школа поседује. У склопу школе налази се и библиотека са богатим садржајем, доступна свим ученицима и запосленима.
Завршетком школовања на једном од смерова у четворогодишњем трајању, ученици стичу најширу проходност на факултете и високе школе.

### Зграда и услови рада
Школа је смештена у историјску зграду која је грађена почетком 20. века. Током година, зграда је више пута реновирана и опремљена модерним наставним средствима како би испунила савремене стандарде образовања. Гимназија поседује добро опремљене кабинете за природне науке, библиотеку и мултимедијалну учионицу. Школа је опсежно реновирана 2024.године.